# Подгориця (Болгарія)
По́дгориця (болг. Подгорица) — село в Тирговиштській області Болгарії. Входить до складу общини Тирговиште.

## Населення
За даними перепису населення 2011 року у селі проживали 684 особи.
Національний склад населення села:
| Національність   | Кількість осіб | Відсоток |
| ---------------- | -------------- | -------- |
| турки            | 459            | 74,8%    |
| болгари          | 106            | 17,3%    |
| цигани           | 6              | 1,0%     |
| інша             | 29             | 4,7%     |
| не визначились   | 14             | 2,3%     |
| Всього відповіли | 614            |          |

Розподіл населення за віком у 2011 році:
Динаміка населення: